# 紅門站
紅門站（羅馬化：Krasniye vorota）是莫斯科地鐵的一個車站，位於中莫斯科區。紅門站是索科利尼基線的車站，開通於1935年5月15日，是莫斯科地鐵最早開通的車站之一。1952年，莫斯科地鐵第一個檢票機設置於紅門站。紅門站是莫斯科地鐵第四深的車站。